# Claudius Clavus

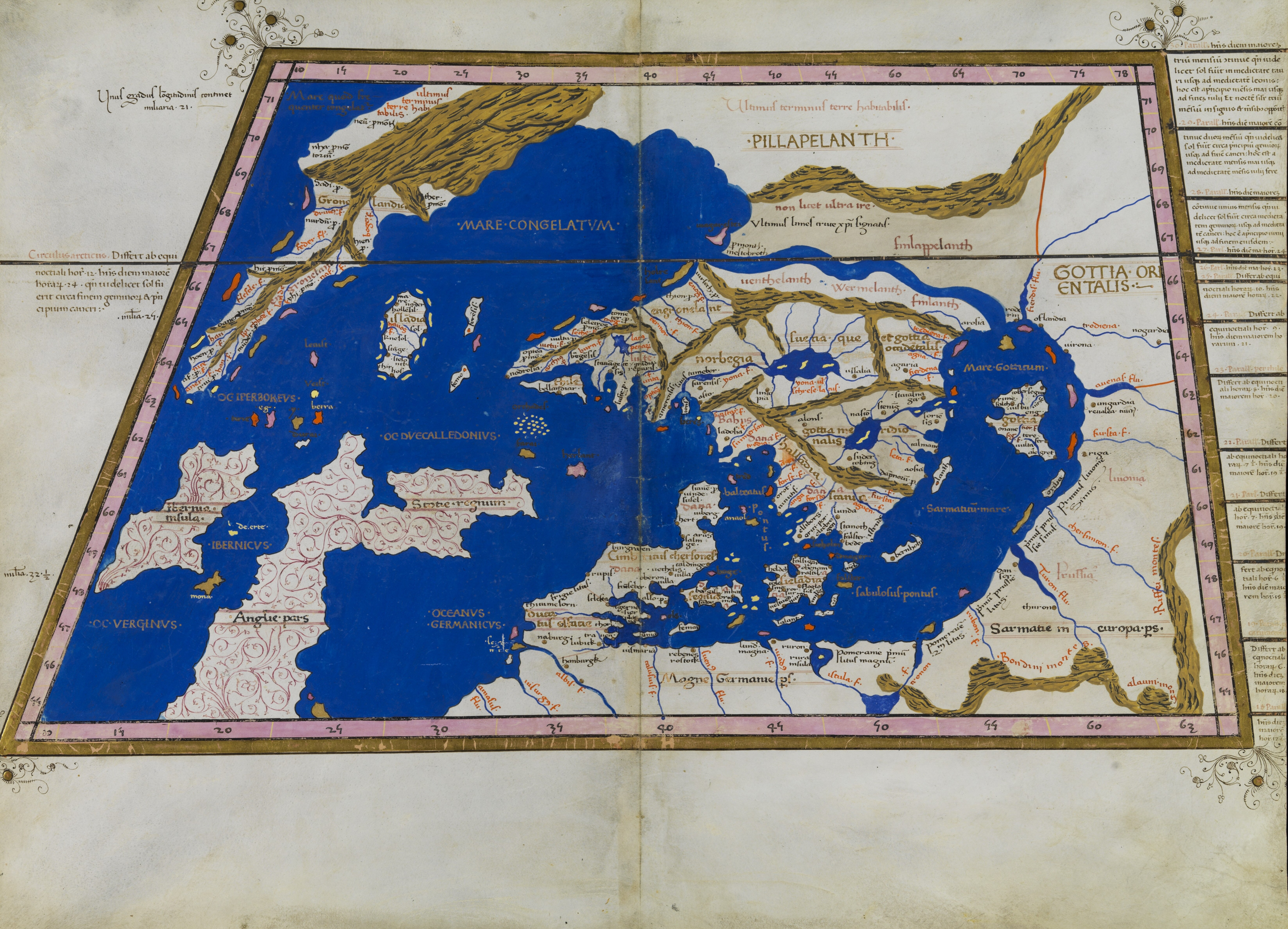
Karte von Nicolaus Germanus aus einem Werk aus dem Jahre 1467; die Zeichnung und die Ortsangaben Islands und Grönlands sind wahrscheinlich auf Claudius Clavus zurückzuführen.

Claudius Clavus (auch bekannt als Claudius Claussön Swart, Claudius Clavus Suartho oder Nicholas Niger; * 14. September 1388; † unbekannt) war ein Däne, der gelegentlich als erster Kartograph Nordeuropas angesehen wird.

## Leben
Es wird angenommen, dass er in dem Dorf Salling auf der Insel Fünen geboren wurde. Um 1423–1424 hielt er sich in Rom auf. Bekannt ist er durch seine vorgeblich kartographischen Arbeiten, die die Küstenlinien Islands und Grönlands mit einer für seine Zeit erstaunlichen Treffsicherheit abbilden, jedoch mit obskuren Ortsangaben versehen sind. Wohl zur Untermauerung der Glaubhaftigkeit seiner Angaben behauptete er, er habe die Küste Grönlands bis zum 70.|Grad und 10 Minuten nördlicher Breite in Richtung Norden bereist, und noch bis 72. Breitengrad Land entdecken können.
Um 1427 fügte er auf Verlangen von Kardinal Fillastre einer Abschrift der Geographia des Ptolemäus eine Karte sowie eine Beschreibung über die nord-west-europäischen Länder bei. Diese Karte ist erhalten und befindet sich heute in der Bibliothek von Nancy. Später fertigte er eine zweite Karte nebst einer „Beschreibung von Nord-West-Europa und Grönland“. Diese zweite Karte ist heute verschollen. Jedoch wurde der Begleittext von Bjornbo in der Österreichischen Nationalbibliothek in Wien wiederentdeckt.
Auf Grundlage dieser Entdeckung gelang es, das Rätsel der dubiosen Ortsangaben auf vielen Karten der frühen Neuzeit zu lösen.
Clavus hatte nämlich die Zeichnung Grönlands mit Ortsangaben versehen, die auf einer Strophe eines dänischen Volksliedes beruhen, das von einer Begebenheit auf Grönland handelte. Die Ortsbezeichnungen zu der Zeichnung Islands beruhen auf den Namen von Runenzeichen. Spätere Kartographen kopierten dann – was in diesen Zeiten üblich war – diese Angaben in ihre eigenen Werke. So ist insbesondere der Fälscher Nicolo Zeno mit seiner Zeno-Karte selbst einem Fälscher aufgesessen. Aber auch andere, wie Donnus Nicholas Germanus und Henricus Martellus Germanus übernahmen diese Angaben. Daher wird angenommen, dass in den Werken der beiden letztgenannten die zweite Karte des Claudius Clavus’ „konserviert“ wurde.
Bemerkenswert ist, dass Clavus in der Forschung recht wohlwollend betrachtet wird, da seine Karten in zeichnerischer Hinsicht recht gut gelungen sind und die Kartographie in die richtige Richtung gebracht haben. Es wird auch für naheliegend angesehen, dass er tatsächlich etwas über Island und Grönland aufgeschnappt hatte und es dann tatsächlich in die richtige Form brachte. Demgegenüber erfand Zeno ganze Länder und bescherte den Kartenwerken der Neuzeit über mehrere Jahrhunderte Phantominseln, wie die Insel Frisland.

## Sonstiges
Stephan Puchner hat das Leben des Claudius Clavus in dem historischen Roman Nebelheim verarbeitet.